# Teodorico I di Meißen
Teodorico I di Meißen detto l'Oppresso (11 marzo 1162 – 18 febbraio 1221) fu margravio di Meißen dal 1198 fino alla sua morte. Fu anche vescovo di Merseburg dal 1201 al 1215.

## Biografia
Egli era il secondo figlio del margravio Ottone II di Meißen e di Edvige di Brandeburgo. Apparteneva alla dinastia di Wettin.
Teodorico era entrato in conflitto con il fratello Alberto dal momento che la madre, che preferiva di gran lunga lui al primogenito, aveva persuaso il padre a cambiare la successione in favore del secondogenito, cedendogli il margraviato di Meißen ed assegnando ad Alberto (che era pur sempre il figlio maggiore) il margraviato di Weißenfels. Alberto arrivò ad imprigionare il padre per fargli cambiare decisione circa le norme di successione. Ottone ottenne il proprio rilascio per ordine dell'imperatore Federico I, ma morì nel 1190. Alberto riprese possesso del margraviato di Meißen dalle mani del fratello e Teodorico tentò a sua volta di riprendere queste terre sotto il proprio controllo, supportato in questa operazione dal langravio Ermanno I di Turingia, suo suocero. Nel 1195, ad ogni modo, egli lasciò i terreni del conflitto per compiere un pellegrinaggio in Terrasanta.
Dopo la morte di Alberto senza eredi, nel 1195, Meißen, con le sue ricche miniere, venne assegnata dall'imperatore Enrico VI come feudo vacante dell'impero. Teodorico, infine, riuscì ad ottenere questi possedimenti due anni dopo, alla morte di Enrico.
Al tempo della guerra tra i due re rivali, Filippo di Svevia e Ottone IV di Brunswick, Filippo riconfermò nuovamente Meißen a Teodorico. Dopo questo periodo, Teodorico si schierò dalla parte di Filippo e rimase fedele agli Staufer, firmando la dichiarazione dei principi di Spira nel 1199, anche quando Filippo stesso venne assassinato nel 1208.
Fu nominato vescovo di Merseburg nel 1201, rimanendo in carica fino al 1215. Teodorico entrò in conflitto con la città di Lipsia e con la nobiltà di Meißen. Dopo aver assediato Lipsia, nel 1217 riuscì ad impossessarsi della città abbattendo le mura della cittadella e costruendovi tre nuovi castelli.

## Morte
Teodorico morì il 18 febbraio 1221, probabilmente avvelenato dal suo medico di fiducia, istigato in questo dalla popolazione di Lipsia e dalla nobiltà insoddisfatta del suo governo.

## Famiglia e figli
Egli sposò Jutta di Turingia (1184–6 agosto 1235), figlia del langravio Ermanno I di Turingia e di Sofia di Sommerschenburg. Essi ebbero diversi figli, molti dei quali morirono in tenere età:
- Edvige (?-1249), sposò Teodorico IV di Cleves;
- Ottone (?-1215);
- Sofia (?-1280), sposò il conte Enrico di Henneberg-Schleusingen;
- Jutta, sposò Mestwin II di Pomerania;
- Enrico l'Illustre (1218–1288) margravio di Meißen[3].

## Ascendenza
|                          |                       |                              | Genitori                 |  |  | Nonni |  |  | Bisnonni        |  |  | Trisnonni              |  |
|                          |                       |                              |                          |  |  |       |  |  | Thimo di Wettin |  |  | Teodorico I di Lusazia |  |
|                          |                       |                              |                          |  |  |       |  |  | Thimo di Wettin |  |  | Teodorico I di Lusazia |  |
|                          |                       | Matilde di Meißen            |                          |  |  |       |  |  | Thimo di Wettin |  |  |                        |  |
| Corrado di Meißen        |                       |                              |                          |  |  |       |  |  | Thimo di Wettin |  |  |                        |  |
|                          |                       | Ida di Northeim              | Ottone di Northeim       |  |  |       |  |  |                 |  |  |                        |  |
|                          |                       | Ida di Northeim              | Ottone di Northeim       |  |  |       |  |  |                 |  |  |                        |  |
|                          |                       | Ida di Northeim              | Richenza di Svevia       |  |  |       |  |  |                 |  |  |                        |  |
| Ottone II di Meißen      |                       | Ida di Northeim              |                          |  |  |       |  |  |                 |  |  |                        |  |
|                          |                       | Adalberto di Ravenstein      | …                        |  |  |       |  |  |                 |  |  |                        |  |
|                          |                       | Adalberto di Ravenstein      | …                        |  |  |       |  |  |                 |  |  |                        |  |
|                          |                       | Adalberto di Ravenstein      | …                        |  |  |       |  |  |                 |  |  |                        |  |
| Liutgarda di Elchingen   |                       | Adalberto di Ravenstein      |                          |  |  |       |  |  |                 |  |  |                        |  |
|                          |                       | Berta di Boll                | …                        |  |  |       |  |  |                 |  |  |                        |  |
|                          |                       | Berta di Boll                | …                        |  |  |       |  |  |                 |  |  |                        |  |
|                          |                       | Berta di Boll                | …                        |  |  |       |  |  |                 |  |  |                        |  |
| Teodorico I di Meißen    |                       | Berta di Boll                |                          |  |  |       |  |  |                 |  |  |                        |  |
|                          | Ottone di Ballenstedt | Adalberto II di Ballenstedt  |                          |  |  |       |  |  |                 |  |  |                        |  |
|                          | Ottone di Ballenstedt | Adalberto II di Ballenstedt  |                          |  |  |       |  |  |                 |  |  |                        |  |
|                          | Ottone di Ballenstedt | Adelaide di Weimar-Orlamünde |                          |  |  |       |  |  |                 |  |  |                        |  |
| Alberto I di Brandeburgo | Ottone di Ballenstedt |                              |                          |  |  |       |  |  |                 |  |  |                        |  |
|                          |                       | Eilika di Sassonia           | Magnus di Sassonia       |  |  |       |  |  |                 |  |  |                        |  |
|                          |                       | Eilika di Sassonia           | Magnus di Sassonia       |  |  |       |  |  |                 |  |  |                        |  |
|                          |                       | Eilika di Sassonia           | Sofia d'Ungheria         |  |  |       |  |  |                 |  |  |                        |  |
| Edvige di Brandeburgo    |                       | Eilika di Sassonia           |                          |  |  |       |  |  |                 |  |  |                        |  |
|                          |                       | Ermanno I di Winzenburg      | Meginardo IV di Vornbach |  |  |       |  |  |                 |  |  |                        |  |
|                          |                       | Ermanno I di Winzenburg      | Meginardo IV di Vornbach |  |  |       |  |  |                 |  |  |                        |  |
|                          |                       | Ermanno I di Winzenburg      | Matilda di Reinhausen    |  |  |       |  |  |                 |  |  |                        |  |
| Sofia di Winzenburg      |                       | Ermanno I di Winzenburg      |                          |  |  |       |  |  |                 |  |  |                        |  |
|                          |                       | …                            | …                        |  |  |       |  |  |                 |  |  |                        |  |
|                          |                       | …                            | …                        |  |  |       |  |  |                 |  |  |                        |  |
|                          |                       | …                            | …                        |  |  |       |  |  |                 |  |  |                        |  |
|                          |                       | …                            |                          |  |  |       |  |  |                 |  |  |                        |  |